# Philippe Vuillemin
Pour les articles homonymes, voir Vuillemin.
Philippe Vuillemin, ou simplement Vuillemin, est un dessinateur de bande dessinée et acteur français, né le 8 septembre 1958 à Marseille.

## Parcours
Philippe Vuillemin entre dans le monde de la bande dessinée en 1977, en inventant de courtes histoires dans L'Écho des savanes, Hara-Kiri ou encore Charlie Mensuel. À l'opposé des lignes claires de Hergé et de ses héritiers, Vuillemin dessine d'un trait gras et brouillon, comme Jean-Marc Reiser et Jack Davis, style qu'il nomme lui-même « ligne crade ».
En 1984, il crée avec Jackie Berroyer Raoul Teigneux contre les Druzes. Jouant parfois de la provocation et se spécialisant dans l'humour féroce, il assure la continuation, après Reiser et Coluche, de la série des Sales Blagues de l’Écho, histoires scatologiques sur lesquelles il travaille en compagnie de Jean-Marie Gourio. C'est aussi avec ce dernier que Vuillemin se voit interdire la publication en 1988 de l'album Hitler = SS (éditions EPCO) par le ministre de l'Intérieur de l'époque, Charles Pasqua.
Rôle-titre du drame historique de René Féret en 1985, dans Le Mystère Alexina où il interprète le rôle de l'hermaphrodite de Camille/Alexina, il apparaît aussi dans les films L'Homme qui n'était pas là du même réalisateur, au côté de Georges Descrières en 1986, dans Paulette, la pauvre petite milliardaire de Claude Confortès la même année, et plus récemment dans Avida de Benoît Delépine et Gustave Kervern en 2006.
Au cours des années 1980, il participe au groupe de musique Dennis' Twist en tant que guitariste et bassiste (ce groupe était composé d'auteurs de BD édités par Les Humanoïdes Associés).
Ensuite, il travaille pour des publications variées, comme L'Hebdo, Zoulou, Grand Café, Zéro et ZOO. En 1989, il illustre Les Versets Sataniques de l'Évangile, texte du Professeur Choron.
En 1992, il participe au côté du professeur Choron et de son équipe à la survie du journal satirique La Grosse Bertha, pour fabriquer un Hara-kiri hebdomadaire, sous un nouveau titre Hara-Kiri Le journal de l'Europe à feu et à sang avec indiqué sur le côté du titre Prolongement hebdomadaire de La Grosse Bertha. Ses dessins font la une des dix numéros de la courte existence de cet hebdomadaire humoristique.
En janvier 1995, le Grand Prix de la ville d'Angoulême lui est décerné. Ce qui déclenche la colère et le départ du jury de Morris. En 1998, il contribue au scénario de l'opérette du professeur Choron, Ivre mort pour la patrie. Il en réalise les décors et interprète le rôle d'Hitler. En 1999, il illustre le recueil de nouvelles de Marc-Édouard Nabe, K.-O. et autres contes. Entre 2003 et 2004, il collabore (Une et illustrations intérieures) au mensuel de l'écrivain, La Vérité.
En 2004, il illustre l'émission 7 jours au Groland sur Canal+, d'abord en introduisant chaque émission par des saynètes où était mentionné « Groland Frères présente » et avec comme fond un anus, puis à l'émission de fin d'année où il a introduit chaque mois grolandais par d'autres saynètes, avec le même fond et un « Oooh ! » d'étonnement à la fin (l'émission de fin d'année est revenue sur les « trous de balles » qui ont marqué 2004. En 2017, à l'occasion de sa venue au Festival d'Angoulême 2017, l'équipe de Groland rediffuse ses saynètes dans Groland Le Zapoï sur BD TV.
En 2015, il rejoint l'hebdomadaire satirique Charlie Hebdo.

## Publications

### Albums de bande dessinée ou de dessins d'humour
- Saine Ardeur, Éditions du Fromage, 1980  (ISBN 2902503369).
- Sueurs d'homme, Éditions du Fromage, 1981  (ISBN 2902503458)[7].
- Frisson de bonheur, co-scénarisé par Jean-Marie Gourio, Albin Michel, coll. « L'Écho des savanes », 1983  (ISBN 2226017046).
- Raoul Teigneux contre les Druzes, co-scénarisé par Jackie Berroyer, Albin Michel, coll. « L'Écho des savanes », 1984  (ISBN 2226019707).
- Tragiques Destins, Albin Michel, coll. « L'Écho des savanes », 1985  (ISBN 2226022821).
- Hitler = SS, scénario de Jean-Marie Gourio, EPCO, 1987.
- Les Sales Blagues de l'Écho, Albin Michel (t. 1-14) puis Glénat (t. 1-17) :

1. Les Sales Blagues de l'Écho, janvier 1987
2. Les Sales Blagues de l'Écho 2, septembre 1989
3. Les Sales Blagues de l'Écho 3, avril 1991
4. Les Sales Blagues de l'Écho 4, février 1993
5. Les Sales Blagues de l'Écho 5, mars 1995
6. Les Sales Blagues de l'Écho 6, novembre 1996
7. Les Sales Blagues de l'Écho 7, juin 1998
8. Les Sales Blagues de l'Écho 8, juillet 2000
9. Les Sales Blagues de l'Écho 9, décembre 2001
10. Les Sales Blagues de l'Écho 10, novembre 2002
11. Les Sales Blagues de l'Écho 11, décembre 2003
12. Les Sales Blagues de l'Écho 12, décembre 2004
13. Les Sales Blagues de l'Écho 13, décembre 2005
14. Les Sales Blagues de l'Écho 14, décembre 2006
15. Les Sales Blagues de l'Écho 15, juin 2009
16. Les Sales Blagues 16, novembre 2011
17. Les Sales Blagues 17, septembre 2013

- Plaisir d'offrir, Albin Michel, coll. « L'Écho des savanes », 1990  (ISBN 2226039805).
- La Bande à moi, scénario de Dedieu, Seuil, coll. « Seuil Jeunesse » :

1. Voir la mer, 1994  (ISBN 2020224720).
2. Pit-Bull contre Zoulous, 1996  (ISBN 2020247461).

- Le Monde Merveilleux de Vuillemin, Albin Michel, coll. « L'Écho des savanes », 1995  (ISBN 2226078304).
- Tout est dans le sourire, Albin Michel, coll. « L'Écho des savanes », 1997  (ISBN 2226093702).
- Joie de recevoir, Albin Michel, coll. « L'Écho des savanes », 1999  (ISBN 2226111018).
- Y a rien de plus beau que le boulot, Albin Michel, coll. « L'Écho des savanes », 2001  (ISBN 2226125450).
- Y'a pas que le sexe dans la vie, Albin Michel, coll. « L'Écho des savanes », 2003  (ISBN 2226138226).
- Nouvelle encyclopédie des Lumières, Albin Michel, 2006  (ISBN 2226158189).
- Travail m’a tuer, Vents des savanes, 2007  (ISBN 9782226152527).
- Les Petits Malheurs de Totote, scénario du Professeur Choron, Humeurs, 2008  (ISBN 9782916338040).
- Bêtes de sexe !, Drugstore, 2010  (ISBN 9782723478434).
- Le Monde magique de la bande dessinée, Hugo-Desinge, 2016  (ISBN 9782755624212). Recueil des éditoriaux dessinés parus dans dBD.
- Y’a pas photo, Les Échappés, 2019  (ISBN 9782357661646).

### Anthologies
- Le Meilleur de moi-même : Sueurs d'hommes-Frisson de bonheur, Albin Michel, coll. « L'Écho des savanes », 1988  (ISBN 2226032924).
- Les Meilleures Sales Blagues de l'Écho, Canal+ Éditions, 1994  (ISBN 2226069712).
- Les Chefs-d'œuvre de Vuillemin, Albin Michel, coll. « L'Écho des savanes », 1997  (ISBN 2226095357).
- Le Meilleur de Vuillemin, Albin Michel, 2002  (ISBN 2226132252).
- Les Sales Blagues : La Totale (albums 1 à 11), Albin Michel, coll. « L'Écho des savanes », 2004  (ISBN 2226155279).
- Les Sales Blagues : La Totale (albums 1 à 13), Albin Michel, coll. « L'Écho des savanes », 2006  (ISBN 2226175407).
- La Bible des sales blagues, Drugstore, coll. « L'Écho des savanes » :

1. Livre 1, 2008  (ISBN 9782356260765).
2. Livre 2, 2008  (ISBN 9782356260772).
3. Livre 3, 2009  (ISBN 9782356260789).
4. Livre 4, 2009  (ISBN 9782356260796).
5. Livre 5, 2010  (ISBN 9782723479905).

- Les Sales Blagues : La Totale (albums 1 à 15), Drugstore, 2009  (ISBN 9782723473200).
- Les Sales Blagues : La Totale (albums 1 à 17), Glénat, 2013  (ISBN 9782723498388).
- Vuillemin ! Beau et Méchant, texte de Virginia Ennor, Critères Éditions, coll. « Les Iconoclastes », 2018  (ISBN 9782370260635).

### Illustration
- Professeur Choron, Sexologues, Revue Vrai, 1989.
- Professeur Choron, Versets sataniques de l'Évangile, Yu International Production, 1989.
- Professeur Choron, Les Chansons du professeur Choron, Himalaya, 1991  (ISBN 2803502623).
- Professeur Choron, Y'a rien d'pire que l'ignorance, Albin Michel et Canal+ Éditions, 1996  (ISBN 2226081607).
- Christophe Casazza, Jeux à boire, Albin Michel, 2005  (ISBN 2226138897).
- Christophe Casazza, La Cuisine abominable : L'Asie en 100 recettes incroyables mais vraies, Desinge & Hugo & Cie, 2011  (ISBN 9782755603583).

## Filmographie

### Acteur
- 1985 : Le Mystère Alexina, de René Féret : Alexina.
- 1986 : L'Homme qui n'était pas là, René Féret.
- 1986 : Paulette, la pauvre petite milliardaire, de Claude Confortès.
- 1986 : 831, Voyage incertain, de Jean-Louis Lignerat
- 1987 : Objectif Nul des Nuls : Docteur Toast
- 1993 : Berthe de Joux, de Michel Duveaux
- 1998 : Ivre mort pour la patrie : Hitler
- 2006 : Avida, de Benoît Delépine et Gustave Kervern : le taxidermiste incompris.
- 2009 : Choron dernière, de Pierre Carles : lui-même.

### Scénario
- 1995 : Les sales blagues de l'Écho, série télévisée.
- 1998 : Ivre mort pour la patrie, téléfilm.
- 1998 : Les sales blagues de l'Écho - Round 2, série télévisée.

### Dessin
- 1995 : Il était une fois…, adaptation de Le Vaillant Petit Tailleur.